# 文公 (戦国魯)
文公（ぶんこう）は、魯の第35代君主。名は賈。平公の子で、平公の後を受けて魯国の君主となった。在位23年。『世本』は「湣公」とし、『漢書』人表は「愍公」とし、律暦志は「緡公」とする。